# Abbott Laboratories
Abbott Laboratories (або просто Abbott) — американська хіміко-фармацевтична корпорація. Входить до списку Fortune 500. була заснована в 1888 доктором Уолласом Ебботтом в Чикаго під назвою Alkaloidal Abbott Laboratories' Company, сучасна назва — c 1915. Штаб-квартира в місті Ебботт-Парк, штат Іллінойс.

## Акціонери
Найбільші інституційні власники акцій Abbott Laboratories на кінець 2016 року:
- The Vanguard Group, Inc — 9 %;
- State Street Corporation — 6 %;
- BlackRock — 5,7 %;
- Massachusetts Financial Services — 3,8 %;
- Price T. Rowe Associates, Inc. — 2,6 %;
- The Bank of New York Mellon — 2,5 %;
- Goldman Sachs Group, Inc. — 2,4 %;
- Northern Trust Corporation — 1,9 %;
- Wellington Management Group LLP — 1,9 %;
- Bank of America — 1,8 %;
- Wells Fargo & Company — 1,7 %;
- JPMorgan Chase & Company — 1,6 %[13].

## Діяльність
Діяльність компанії ведеться чотирма підрозділами:
- Фармацевтичні засоби (Established Pharmaceutical Products) — виробництво широкого спектра генериків (виторг у 2016 році — $ 3,859 млрд);
- Діагностичні продукти (Diagnostic Products) — обладнання для діагностики (аналізу крові, аналізу ДНК, виявлення патогенів) (виторг у 2016 році — $ 4,813 млрд);
- Продукти харчування (Nutritional Products) — дитяче харчування, харчові суміші для годування пацієнтів в лікарнях, харчування для хворих на діабет (виторг у 2016 році — $ 6,899 млрд);
- Продукція для терапії судин (Vascular Products) — виробництво стентів, штучних клапанів серця і подібних пристроїв (виторг у 2016 році — $ 2,896 млрд).

Географічно найбільший обсяг виручки в 2016 році дали: США ($ 6,486 млрд), Китай ($ 1,728 млрд), Індія ($ 1,114 млрд), Німеччина ($ 1,044 млрд), Японія ($ 924 млн), Нідерланди ($ 830 млн), Швейцарія ($ 766 млн), Росія ($ 554 млн), В'єтнам ($ 434 млн), Колумбія ($ 424 млн), Бразилія ($ 410 млн), Канада ($ 408 млн), Велика Британія ($ 377 млн), Італія ($ 365 млн).
У списку найбільших публічних компаній світу Forbes Global 2000 за 2016 рік компанія Abbott Laboratories зайняла 235-е місце, 602-е за активами і 125-е за ринковою капіталізацією. У списку найбільших компаній США Fortune 500 компанія в 2016 році зайняла 138-е місце (у 2015 році — 134-е).

## Основні підприємства компанії
- Аризона: Каса-Гранде
- Вірджинія: Альтавіста (Вірджинія)
- Іллінойс: Ебботт-Парк, Дес-Плейнс
- Каліфорнія: Мілпітас, Редвуд-Сіті, Ферфілд, Темекула, Менло-Парк, Саннівейл
- Мічиган: Стерджіс
- Огайо: Колумбус, Тіпп-Сіті
- Техас: Ірвінг
- Аргентина: Буенос-Айрес, Помпея, Кильмес
- Бразилія: Ріо-де-Жанейро
- Велика Британія: Уїтні
- Німеччина: Нойштадт, Вісбаден
- Індія: Бадді, Гоа, Джхагадія
- Ірландія: Кутхілл, Клонмел, Сліго, Донегол, Лонгфорд
- Іспанія: Гранада
- Канада: Оттава
- КНР: Цзясин, Ханчжоу
- Колумбія: Богота, Калі
- Коста-Рика: Алахеела
- Мексика: Тлальпан
- Нідерланди: Гронінген, Зволле, Ольст, Весп
- Пакистан: Карачі
- Перу: Ліма
- Пуерто-Рико: Анаско, Барселонета
- Росія: Білгород, Покров
- Сінгапур
- Чилі: Сантьяго
- Швеція: Уппсала

## Дочірні
Abbott Laboratories має дочірні підприємства по всьому світу:
- Казахстан: Limited Liability Partnership «Veropharm», Abbott Kazakhstan Limited Liability Partnership;
- Латвія: Abbott Laboratories Baltics SIA;
- Литва: UAB «Abbott Laboratories»;
- Росія: Abbott Products LLC, LLC «Garden Hills», LLC «LENS-Pharm», LLC «VeroInPharm», OJSC «Voronezhkhimpharm», SC «VEROPHARM», LLC «Abbott Laboratories»;
- Україна:
  - Abbott Ukraine LLC, 32/2 Вулиця Князів Острозьких (Київ), 7th floor, 01010 Kyiv, Ukraine
  - Veropharm LLC.